# Betar Naval Academy
Pour les articles homonymes, voir Betar (homonymie).
La Betar Naval Academy est une école navale juive établie à Civitavecchia en Italie en 1934 par le mouvement sioniste révisionniste sous la direction de Vladimir Jabotinsky, avec l'accord de Benito Mussolini. Son directeur fut Nicola Fusco puis Jeremiah Halpern. Elle ferme en 1938.
L’école reçoit un bateau, le Sarah-I, qui se rend en 1937, à Haïfa et participe avec les Italiens à la seconde guerre italo-éthiopienne, en 1935-1936.